# 小行星3615
小行星3615（英語：3615 Safronov）是一颗围绕太阳公转的小行星。1983年11月29日，愛德華·鮑威爾在可可尼诺县发现了此天体。
这颗小行星的绝对星等为111.8342713463842等。